# NGC 5536
NGC 5536 (również PGC 50986 lub UGC 9136) – galaktyka spiralna z poprzeczką (SBa), znajdująca się w gwiazdozbiorze Wolarza. Odkrył ją William Herschel 29 kwietnia 1788 roku.